# فرانك تومسون
فرانك تومسون (بالإنجليزية: Frank Thompson)‏ (2 أكتوبر 1885 في المملكة المتحدة - 4 أكتوبر 1950 بآير في المملكة المتحدة) هو مدرب كرة قدم ولاعب كرة قدم إنجليزي في مركز الوسط. شارك مع منتخب أيرلندا لكرة القدم. أما مع النوادي، فقد لعب مع برادفورد سيتي ونادي إيفرتون ونادي كليفتونفيل ونادي لينفيلد ونادي كلايد.

## وصلات خارجية
- فرانك تومسون على موقع قاعدة بيانات كرة القدم.إي يو (الإنجليزية)